# Сборная Соломоновых Островов по футболу
Сборная Соломоновых Островов по футболу (англ. Solomon Islands national football team) — представляет государство Соломоновы Острова на международных соревнованиях по футболу. Команда выступает под эгидой Футбольной федерации Соломоновых Островов и является участницей соревнований под эгидой ОФК. Высшее достижение — серебряные медали Кубка наций ОФК 2004 года. В рейтинге ФИФА на 23 декабря 2021 года занимает 141-е место.

## Чемпионат мира
- 1930 — 1990 — не принимала участия
- 1994 — 2026 — не прошла квалификацию

## Кубок наций ОФК
- 1973 — не участвовала
- 1980 — 1 раунд
- 1996 — полуфинал
- 1998 — не прошла квалификацию
- 2000 — 3-е место
- 2002 — 1 раунд
- 2004 — 2-е место
- 2008 — не прошла квалификацию
- 2012 — 4-е место
- 2016 — полуфинал